# 卡萨雷柳什
卡萨雷柳什是葡萄牙布拉干萨区的一个堂区。总面积31.01平方公里，总人口271人，人口密度8.7人/平方公里。